# 沃爾什維爾鎮區 (伊利諾伊州蒙哥馬利縣)
沃爾什維爾鎮區（英語：Walshville Township）是位於美國伊利諾伊州蒙哥馬利縣的一個行政鎮區。

## 地方資料
根據2010年美國人口普查的數據，沃爾什維爾鎮區的面積為95.30平方千米，當中陸地面積為95.20平方千米，而水域面積為0.10平方千米。當地共有人口4926人，而人口密度為每平方千米51.69人。